# Vincent Cosmao
Pour les articles homonymes, voir Cosmao.
Vincent Cosmao (1er août 1923 – 9 mars 2006) est un théologien dominicain français, membre de la Commission Justice et Paix.

## Biographie
Vincent Toussaint Ange Marie Cosmao est né en 1923 à Plogonnec (Finistère, France) dans une famille d’agriculteurs bretonnants. Ordonné prêtre en 1949, il devient membre de l'Ordre des Frères Prêcheurs et lecteur en théologie, Vincent Cosmao a été aumônier d'Université à Lyon (1950 – 1955) et à Dakar (1955 – 1965).
Il est appelé par Louis-Joseph Lebret à l'IRFED en 1965, il en devient le directeur à sa mort en 1966 et s’inscrira comme un continuateur fidèle de la pensée du fondateur d’Économie et humanisme dans l’esprit de l’encyclique Populorum Progressio.
Il fonde en 1971 le Centre Lebret – Foi et Développement qu'il dirige jusqu'en 1983, puis préside pendant deux ans. Il y crée la revue Foi et développement en 1972. Il coopère notamment avec l’anthropologue Roland Colin et l’universitaire brésilien Héron de Alencar. La revue est rebaptisée Développement et civilisations en 2006. Il a comme successeur Sergio Regazzoni.
De 1988 à sa mort en 2006, il est prieur du couvent Saint Jacques à Paris. Il participe en 1988 au groupe de travail mis en place par l’Unesco pour examiner l’encyclique Sollicitudo Rei Socialis, publiée par le pape Jean-Paul II.
Dans le prolongement de la publication de Populorum Progressio, Paul VI crée en 1967 la Commission Pontificale Justice et Paix. Le cardinal français Roger Etchegaray en fut président et Vincent Cosmao un des membres actifs. Le dominicain fut aussi le conseiller théologique du Comité catholique contre la faim et pour le développement (CCFD) pendant vingt ans.

## Engagement pour une économie humaine
Vincent Cosmao prend position pour une modification du cadre social et économique, notamment dans Changer le monde, une tâche pour l'Église (1979).
Il critique le libéralisme économique comme la fermeture des frontières : « A force d'excès de protectionnisme ou de libre échange, on finira par comprendre qu'un minimum de concertation s'impose pour la structuration des échanges, non seulement de biens et de services, mais aussi de savoir-faire, de savoir-vivre et de raisons de vivre ». Ilplaide pour une moralisation de la vie publique : « on assiste au retour de l'éthique en politique, dans le discours sinon dans la pratique (…) il s'agit d'un des signes du dépassement du rationalisme positiviste ». Enfin, Vincent Cosmao place son action sur le terrain de l’histoire : « mouvement historique, le christianisme ne trouve son lieu, sa dynamique, sa vérité que dans l'histoire en train de se faire.

## Sources
- Centre Lebret, Foi et développement (revue), no 177, octobre 1989.
- IRFED, Développement et civilisations (revue), no 342, mars 2006.
- Biographie sur le site de l'ordre des Frères Dominicains.